# Zelenci
Zelenci su naseljeno mjesto u sastavu Grada Banje Luke, Republika Srpska, BiH.

## Stanovništvo
| Zelenci            |            |
| godina popisa      | 1991.      |
| Hrvati             | 0          |
| Srbi               | 123 (100%) |
| Muslimani          | 0          |
| Jugoslaveni        | 0          |
| ostali i nepoznato | 0          |
| ukupno             | 123        |